# Yukon
Teritoriul Yukon se află în partea de nord-vest a Canadei; este mărginit la vest de statul american Alaska, la est de Teritoriile de Nord-vest, Canada, și la sud de Provincia Columbia Britanică. Majoritatea populației, circa 75%, trăiește în orașul Whitehorse, care este capitala teritoriului.
Teritoriul a aderat la Confederația canadiană la data de 13 iunie 1898.
În partea de sud-vest a teritoriului se găsește muntele cel mai înalt din Canada, Mount Logan (5.959 m), ce este și al doilea munte ca înălțime din America de Nord, după Mount McKinley din Alaska. Teritoriul canadian se întinde pe o suprafață de 482.443 km² și are 33.442 locuitori, majoritatea eschimoși.

## Istorie

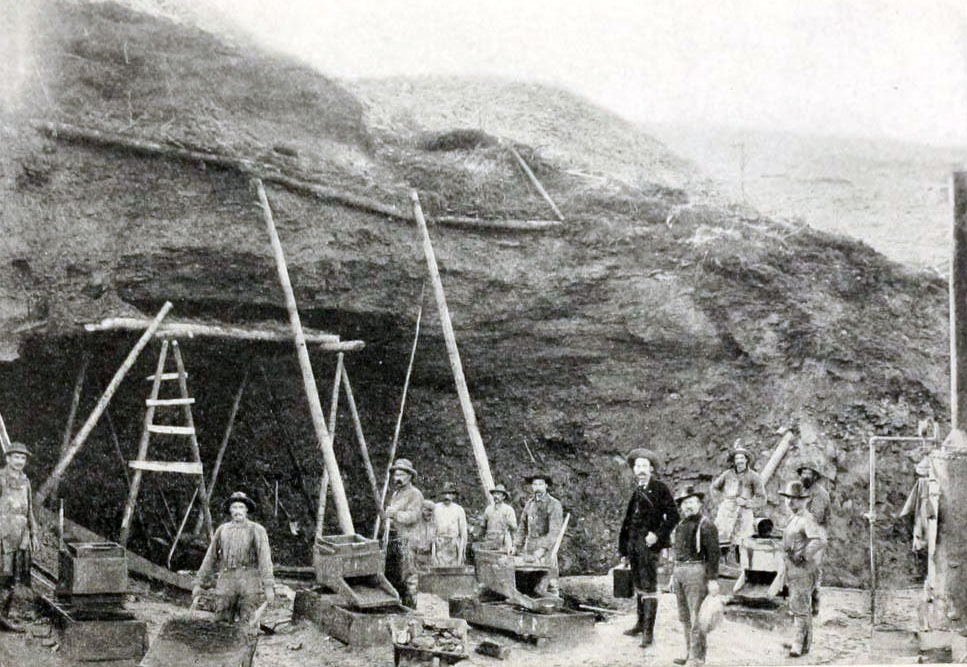
Minerit pentru aur într-o perioadă de goană după aur, circa 1899.

Cu mult înainte de sosirea europenilor, centrul și sudul Yukonului era populat de Primele Națiuni, iar zona a scăpat de glaciație. Siturile cu importanță arheologică din Yukon dețin unele dintre cele mai vechi dovezi ale prezenței locuințelor umane în America de Nord. Siturile protejează istoria primilor oameni și a celor mai vechi Prime Națiuni din Yukon.
Erupția vulcanică a Muntelui Churchill din jurul anului 800 D.Hr, în ceea ce este acum statul american Alaska, a acoperit sudul Yukonului cu un strat de cenușă care poate fi văzut și astăzi de-a lungul autostrăzii Klondike și care face parte din tradiția orală a popoarelor Primelor Națiuni din Yukon și mai la sud, în Canada.
Primele Națiuni de pe coastă și din interiorul țării aveau rețele comerciale extinse. Incursiunile europene în zonă au început la începutul secolului al XIX-lea odată cu comerțul cu blănuri, urmate de misionari. Prin anii 1870 și 1880, au început să sosească minerii de aur. Acest lucru a dus la o creștere a populației care a justificat înființarea unei forțe de poliție, exact la timp pentru începerea goanei după aur din Klondike în 1897. Creșterea populației odată cu gona după aur a dus la separarea districtului Yukon de Teritoriile de Nord-Vest și la formarea Teritoriului Yukon separat în 1898.

## Geografie

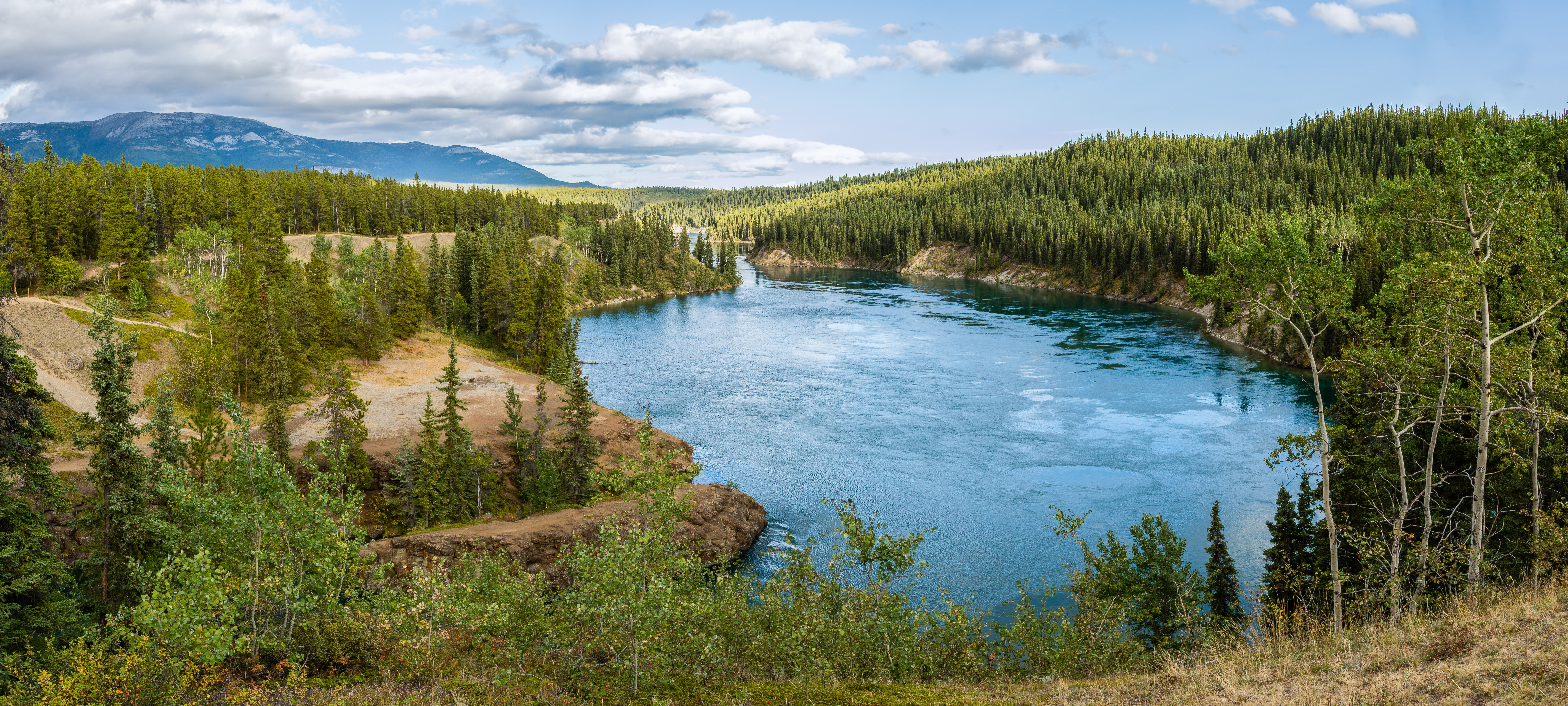
Fluviul Yukon, la lacul Schwatka.

Provincia se învecinează cu statul Alaska la vest și nord-vest, cu Teritoriile de Nord-Vest la est și, cu Columbia Britanică la sud. Are o deschizătură la nord spre marea Beaufort. Limita sa estică, neuniformă, urmează în mare parte linia de demarcație dintre bazinul Yukon și bazinul hidrografic al râului Mackenzie la est, în munții Mackenzie.
Provincia prezintă numeroase lacuri Alpine, alimentate de glaciare, în sudul regiunii, dintre care o majoritate curg în Fluviul Yukon sau în alte râuri. Râul Liard și râul Peel curg în Marea Beaufort.
Cel mai înalt punct al Canadei, Muntele Logan (5,959), se află în sud-vestul teritoriului. Muntele Logan și o mare parte din sud-vestul Yukonului se află în Parcul Național și Rezervația Kluane, un sit al Patrimoniului Mondial UNESCO. Alte parcuri naționale includ Parcul Național Ivvavik și Parcul Național Vuntut din nord. Un al doilea sit al Patrimoniului Mondial UNESCO, Tr'ondëk-Klondike, a fost desemnat în 2023. 
Speciile de copaci notabile și răspândite în Yukon sunt molidul negru și molidul alb. Mulți copaci sunt piperniciți din cauza sezonului scurt de creștere și a climei severe.

### Clima

Hartă a climatului din Yukon.

Deși temperatura medie de iarnă în Yukon este blândă conform standardelor arctice canadiene, niciun alt loc din America de Nord nu este la fel de rece ca Yukon în timpul valurilor de frig extreme. Temperatura a scăzut la -60 °C de trei ori, în 1947, 1952 și 1968. Cea mai extremă vagă de frig a avut loc în februarie 1947, când orașul abandonat de Snag a scăzut la -63,0 °C.
În majoritatea Canadei, cele mai extreme valurile de căldură se petrec în iulie, august, chiar și septembrie. Dar, valorile maxime de temperaturi tipic vin în iunie, sau și mai. Yukon a înregistrat temperaturi de 36 °C de trei ori, prima dată în 1696, după în 1983 și iarăși în 2004.
Valoarea extremă: 2004 (36,5 °C).